# Абе Хірокі
Хірокі Абе (яп. 安部裕葵, нар. 28 січня 1999, Токіо) — японський футболіст, нападник клубу «Касіма Антлерс», у складі якого став клубним чемпіоном Азії 2018 року.

## Клубна кар'єра
Народився 28 січня 1999 року в місті Токіо. Вихованець футбольної команди вищої школи Сетоуті.
У дорослому футболі дебютував 2017 року виступами за команду клубу «Касіма Антлерс». 2018 року допоміг команді виграти Лігу чемпіонів АФК 2018 року, що дозволило їй стати учасником тогорічного Клубного чемпіонату світу. У другому раунді цього турніру став автором третього гола у ворота мексиканської «Гвадалахари», який виявився переможним. Згодом, утім, команда програла і півфінальну гру, і матч за третє місце.  

## Виступи за збірну
2017 року провів три гри у складі юнацької збірної Японії.

## Титули і досягнення
- Клубний чемпіон Азії (1):

«Касіма Антлерс»: 2018